# Fiddle Bow
Fiddle Bow est une communauté non constituée en société située dans l'État du Kentucky, dans le comté de Hopkins, aux États-Unis .